# Matteo Villani
Matteo Villani (* um 1290 in Florenz; † 12. Juli 1363 ebenda) war ein italienischer Kaufmann und Geschichtsschreiber.

## Leben und Werk
Matteo Villani war einer der vier Söhne des Kaufmanns Villano di Stoldo di Bellincia und ein jüngerer Bruder des bekannten mittelalterlichen italienischen Chronisten Giovanni Villani. Über sein Leben ist wenig bekannt. Wie sein Bruder war er Gesellschafter der Kompanie der Buonaccorsi, für die er von 1319 bis 1325 einer Niederlassung in Neapel vorstand. 1322 regelte er mit seinem Vater und seinen drei Brüdern vertraglich die wirtschaftlichen Verhältnisse innerhalb der Familie. 1333–1335 war er in Avignon tätig. Mit seiner Gattin Lisa di Monte Buondelmonti hatte  er drei Kinder, darunter den Sohn Filippo. 1342 traf ihn auch der Bankrott der Buonaccorsi-Gesellschaft. Da er vor seinen Gläubigern floh, wurde seine Gemahlin für einige Zeit inhaftiert. 1362, ein Jahr vor seinem Tod, wurde er in einem gegen ihn eingeleiteten Gerichtsverfahren wegen vermeintlichem Ghibellinismus freigesprochen.
Das von Giovanni Villani verfasste Geschichtswerk, dessen historische Darstellung dieser bis in sein Todesjahr 1348 geführt hatte, setzte Matteo in elf Büchern bis 1363 fort, als er – wie sein Bruder 15 Jahre zuvor – einer Pestepidemie erlag. Sein Sohn Filippo fügte dem 11. Buch seines Vaters noch 42 Kapitel hinzu, so dass die historische Erzählung nun bis zum Jahr 1364 reichte. Der Stil Matteos ist weitschweifiger als jener seines Bruders und er ist auch ein nicht so scharfer Beobachter, doch er präsentiert sich als wohlinformierter, wahrheitsliebender Berichterstatter und gehört für die Jahre, über die er schreibt, zu den wichtigsten Quellen der italienischen Geschichte.
1562 besorgten die Brüder Giunti zu Venedig eine erste Ausgabe von Matteo Villanis Werk, wobei sie sich auf ein Giacomo Castelvetro gehörendes Manuskript stützten, dem aber das 8. und ein Teil des 9. Buchs fehlte. 1577 veröffentlichten sie zu Florenz auf Basis einer vollständigen Handschrift, die sie bei der Familie Ricci fanden, die bisher fehlenden Partien und den Zusatz von Filippo Villani. 1729 publizierte Ludovico Antonio Muratori im 14. Band seiner Rerum Italicarum Scriptores eine verbesserte Edition von Matteos und Filippos Fortsetzung der Chronik Giovanni Villanis. Eine moderne Ausgabe legte Giuseppe Porta (Cronica con la continuazione di Filippo Villani, 2 Bände, Parma 1995) vor.